# Route nationale 15 (Norvège)
Pour les articles homonymes, voir Route nationale 15.
La route nationale 15 (en  norvégien : Riksvei 15, abrégé Rv15) est une route nationale en Norvège.

## Description
La route nationale 15 part d'Otta dans la municipalité de Sel du comté d'Innlandet et s'étend jusqu'à Måløy dans la municipalité de Kinn du comté de Vestland. 
Elle traverse les municipalités de Sel, Vågå, Lom, Skjåk, Stryn, Volda, Stad et Kinn.
La route est longue de 280,3 kilomètres, dont 135,8 kilomètres dans le comté d'Innlandet, 144,5 kilomètres dans le comté de Vestland et 2,8 kilomètres dans le comté de Møre og Romsdal.
Entre Nordfjordeid et le pont de Kjøs, la route suit le même itinéraire que la route européenne 39 sur 29,7 kilomètres.

## Galerie

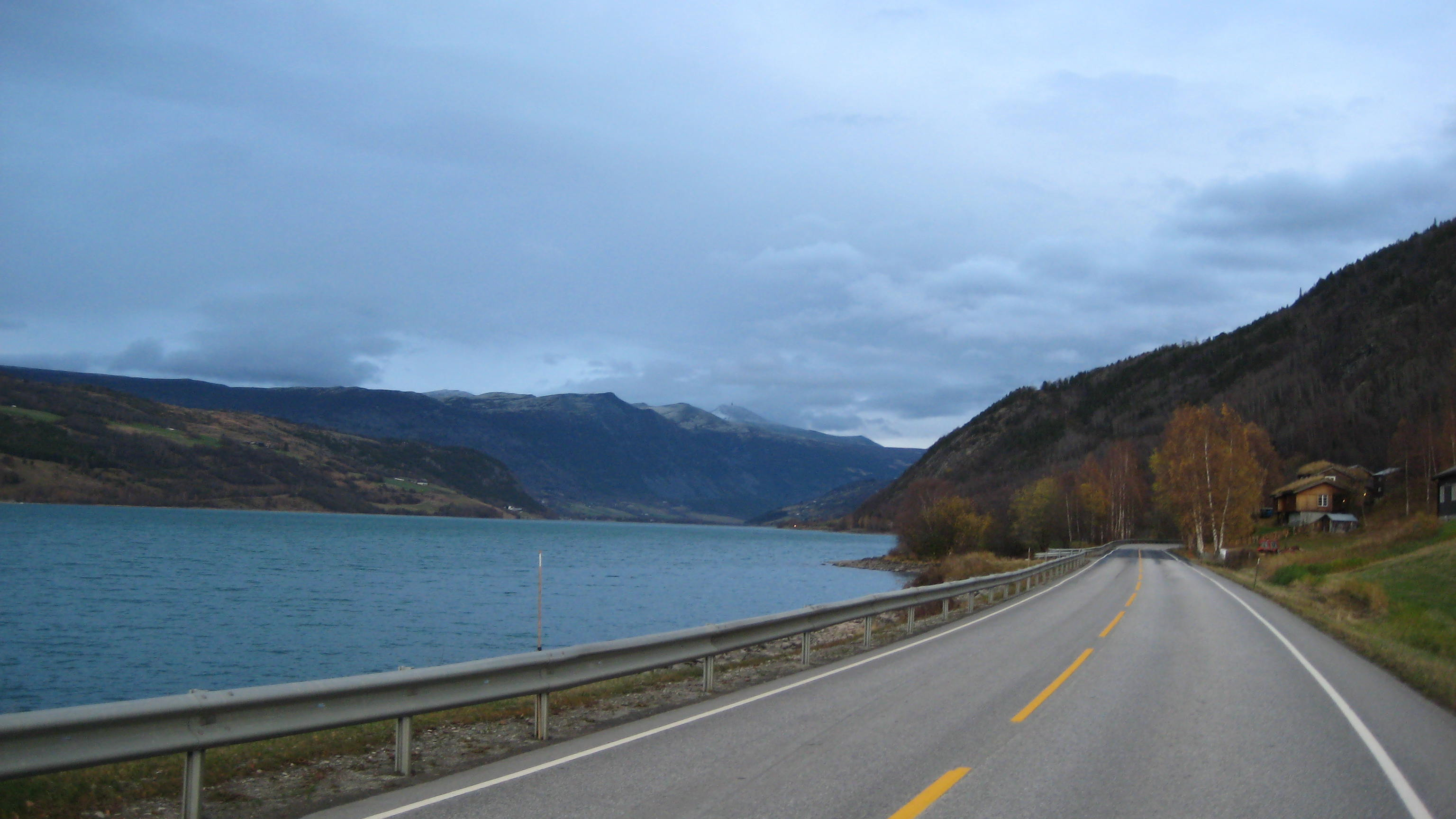
Riksväg 15 à Vågåvatnet.
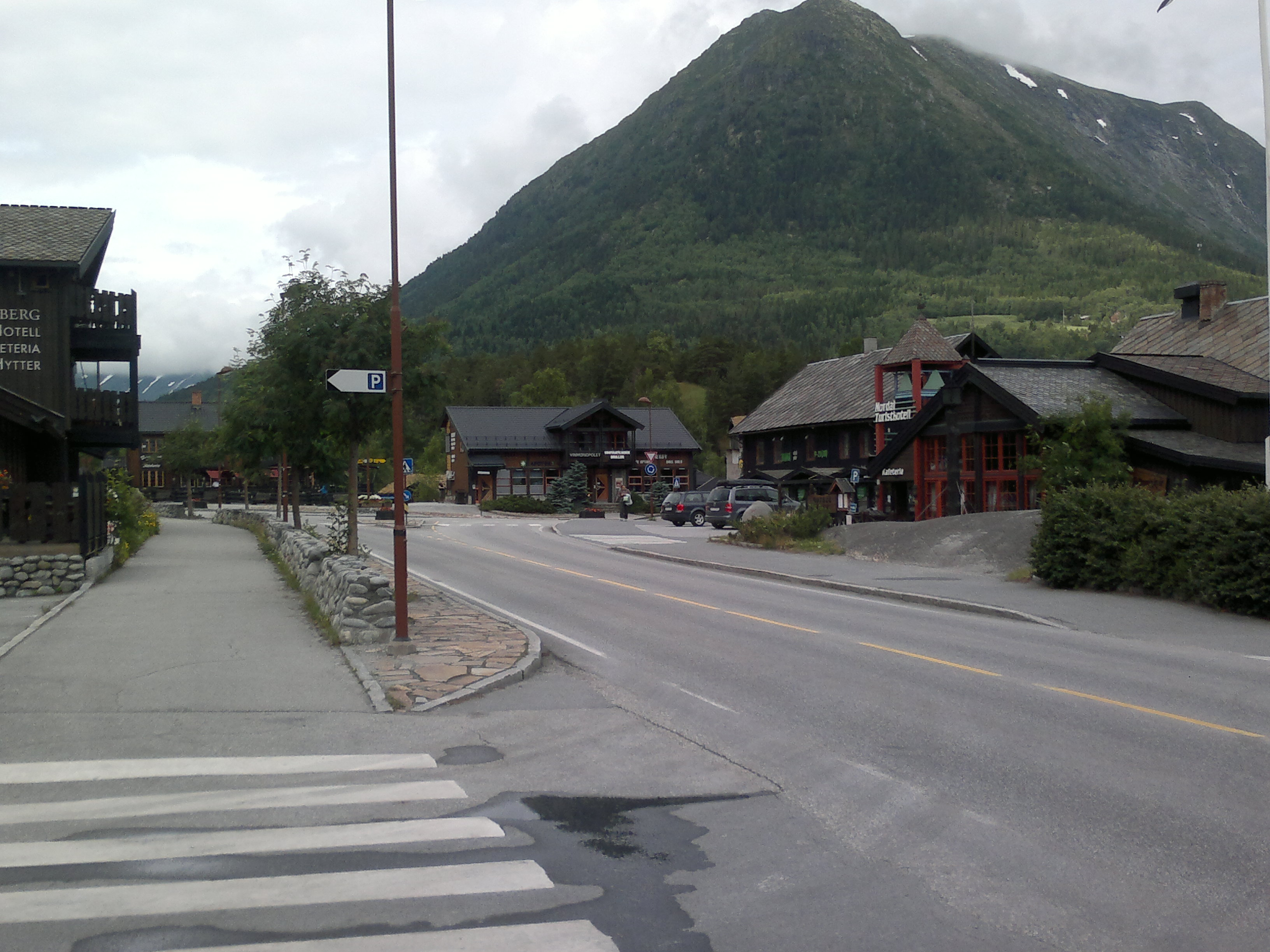
Riksväg 15 à Fossbergom.
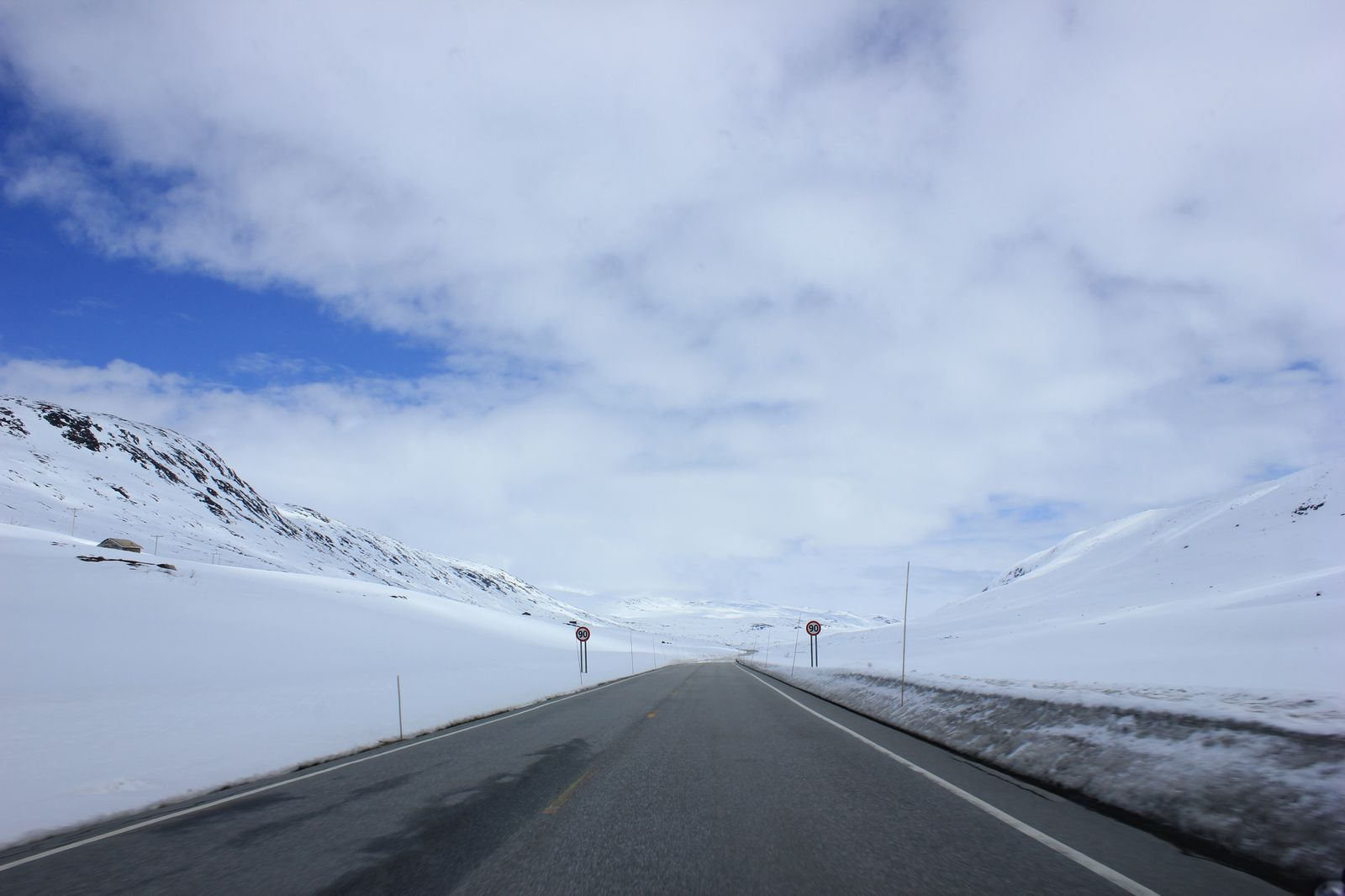
Riksväg 15 à Strynefjellet.
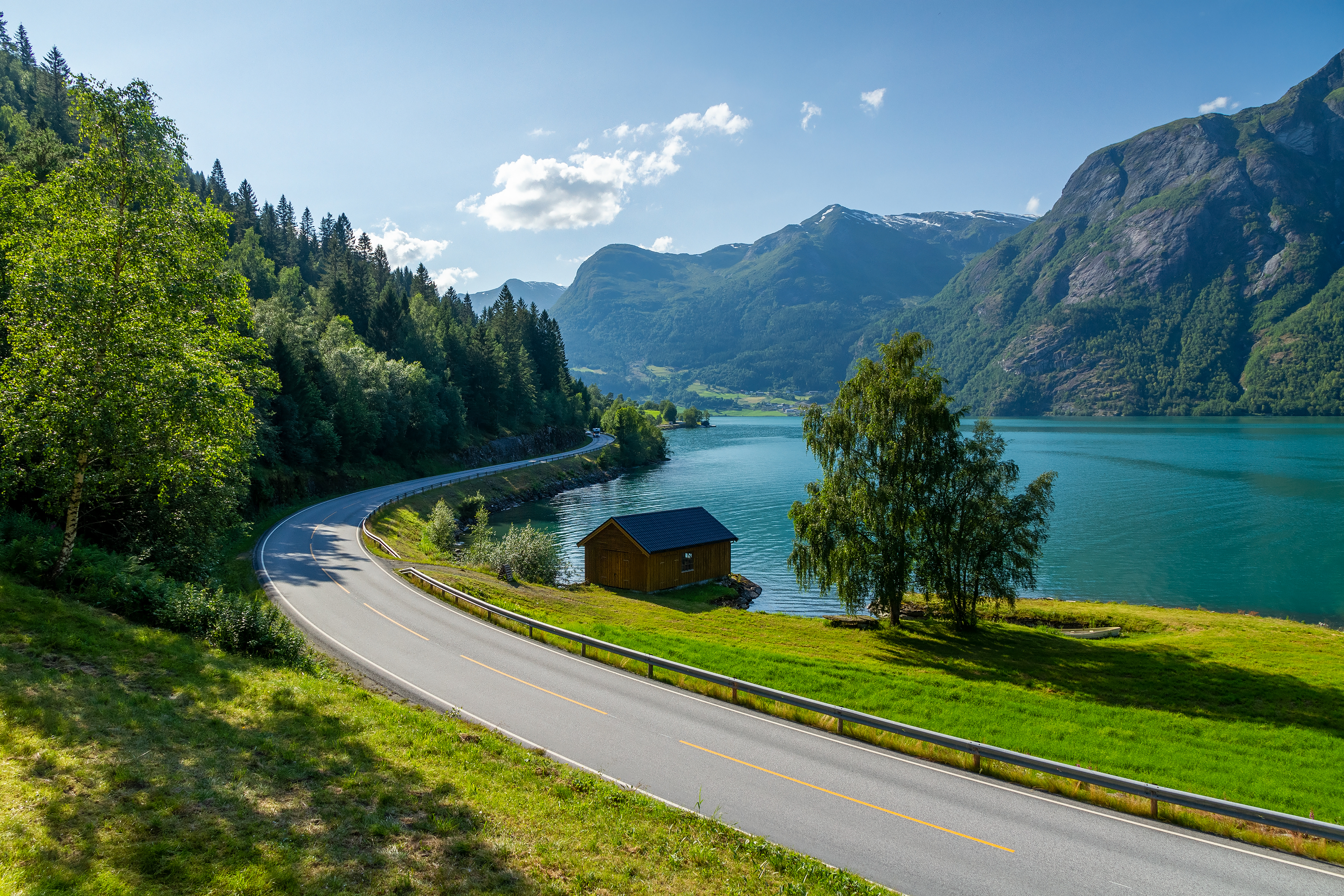
Riksväg 15 à Oppstrynsvatnet.